# 李士翱
李士翱（1488年—1562年），字如翰，号長白，山东长山县北关（今邹平县长山镇）人。明朝政治人物。正德丙子進士，嘉靖時歴官工部、刑部、戶部尚書。

## 生平
治《詩經》，正德十一年（1516年）山东鄉試第六十六名舉人，年三十六歲中式嘉靖二年（1523年）癸未科會試第一百五十名，第三甲第二百二十名進士。授潜山县知县，改婺源县。因政绩卓著，嘉靖七年（1528年）十一月擢授山西道試监察御史，八年五月實授，兼巡两淮盐政，又巡按苏松。擢荆州府知府，改承天府知府，十八年十二月升本省右参政，二十一年九月升山西按察使，二十二年十月升陕西右布政使，十二月升都察院右副都御史、巡抚宁夏，保边境无虞。
嘉靖二十六年（1547年）三月升大理寺卿，十二月升户部右侍郎，二十七年五月升本部左侍郎、总督仓场督理西苑农事，二十八年（1549年）十二月升任工部尚書，二十九年三月充殿试读卷官，五月改任刑部尚書，六月接替潘潢任户部尚書，数日後因北虜入寇至京畿，以未能供应军需粮草被嘉靖帝切责，兵部尚书丁汝夔被逮捕下獄，李士翱被革职閑住。罢官家居十余载，卒于家。明穆宗登基后，于隆慶三年（1569年）恢复他的官职，賜祭葬，贈太子太保。著有《长白集》。
李士翱任荆州府知府期间，对年轻的张居正有知遇之恩。后来张居正成为首辅。

## 家族
曾祖李文秀。祖父李广。父李宗明。母张氏。永感下。弟士羽、士翼。